# La Chapelle-Gaugain
La Chapelle-Gaugain là một xã thuộc tỉnh Sarthe trong vùng Pays-de-la-Loire tây bắc nước Pháp. Xã này có diện tích 10,7 km2, dân số năm 2006 là 321 người.